# Diasemopsis minuta
Diasemopsis minuta är en tvåvingeart som först beskrevs av Seguy 1955.  Diasemopsis minuta ingår i släktet Diasemopsis och familjen Diopsidae. Inga underarter finns listade i Catalogue of Life.